# Не опоздал
«Не опоздал» — советский рисованный мультфильм, снятый режиссёром Борисом Дёжкиным на студии «Союзмультфильм» в 1984 году. Высмеивает формальное отношение к трудовой дисциплине.

## Создатели
- Сценарист: Евгений Агранович
- Режиссёр: Борис Дёжкин
- Художник-постановщик: Нина Юсупова
- Композитор: Л. Моллер
- Оператор: Борис Котов
- Звукооператор: Владимир Кутузов
- Аниматоры: Олег Сафронов, Эрраст Трескин, Сергей Дёжкин
- Художники: Роза Пайстик, Пётр Коробаев
- Монтажёр: Ольга Василенко
- Редактор: Пётр Фролов
- Директор: Нинель Липницкая